# Alvar Ingvaldsson
Alvar Harald Ingvaldsson, född 5 augusti 1905 i Kvillinge församling, Östergötlands län, död 18 juli 1982 i Kvillinge församling, Östergötlands län, var en svensk tonsättare och riksspelman.

## Biografi
Alvar Ingvaldsson föddes 5 augusti 1905 i Kvillinge socken. Han var son till Harald Agaton Ingvaldsson och Hulda Charlotta Jonsson. Han var även bror till riksspelmannen Bertil Ingvaldsson. Ingvaldsson började spela fiol när han var 17 år. Han har deltagit på spelmansstämmor och tävlingar i Östergötland. Ingvaldsson arbetade som textilarbetare. Han blev 1949 på Zornmärkesuppspelningen utnämnd till riksspelman.Ingvaldsson avled 18 juli 1982 i Kvillinge socken.

## Verklista
Dessa låtar upptecknades 1930 av spelmannen Olof Andersson.
- Gånglåt i G-dur för två fioler. Komponerades 1930 av Alvar Ingvaldsson till sin mor. Den andra stämman spelades av brodern Bertil.
- Vals Silverbröllopsvalsen i Eb-dur. Komponerades 1928 av Alvar Ingvaldsson till föräldrarnas silverbröllop.